# Salima Mazari
Salima Mazari (paixtu: سلیمه مزاری)  (Iran, 1980) és una política afganesa, que va exercir com a governadora del districte del Charkint a la província de Balkh (Afganistan), i una de les tres dones governadores de districte a l'Afganistan. Va ser nomenada com una de les 100 dones de la BBC el 2021.

## Biografia
Mazari va néixer a l'Iran el 1980, i era una refugiada perquè la seva família havia fugit de la invasió soviètica de l'Afganistan. Va créixer a l'Iran, es va llicenciar a la Universitat de Teheran i va treballar per a l'Organització Internacional per a les Migracions, abans de tornar a l'Afganistan. El 2018, va ser nomenada governadora del districte de Charkint a la província de Balkh. Com a governadora, va formar una comissió de seguretat per reclutar milícies locals en la lluita contra els talibans. El 2020, va negociar la rendició de més de 100 soldats talibans a la seva província.
Enmig de l'ofensiva dels talibans del 2021, es va negar a fugir com van fer diversos altres governadors del país, i el seu districte va oposar una resistència significativa als talibans. Fins al col·lapse complet de la República Islàmica de l'Afganistan després de la caiguda de Kabul, el seu va ser un dels pocs districtes del país que va romandre desocupat pels talibans. Des del 18 d'agost, havia preocupació per saber si havia estat capturada pels talibans. Segons l'informe de notícies posterior de Time.com, Mazari estava a l'oficina del governador provincial quan li va arribar la notícia de la rendició de Bulkh i la caiguda de Mazar-i-Sharif, després d'adonar-se que el seu districte Charkint també estava bloquejat, va decidir finalitzar la lluita per evitar el bany de sang, i va escapar a un lloc no revelat dels Estats Units d'Amèrica per mitjà de l'evacuació estatunidenca del 2021 de l'Afganistan.